# Georges Cuvelier
Pour les articles homonymes, voir Cuvelier.
Georges Cuvelier, né le 26 octobre 1895 dans le 5e arrondissement de Paris et mort le 7 mai 1974 à Épinay-sur-Orge, est un coureur cycliste français, professionnel dans les années 1920.

## Biographie
Cuvelier né a Paris le 26 octobre 1896, de parents exerçant la profession de bouchers et qui. s'établissent à Courbevoie, ou il passe sa jeunesse. A l'âge de 14 ans, Cuvelier entre dans une société d'escrime, de Courbevoie, laquelle s'adjoint  plus tard une section de course à pied, puis une section cycliste, sous le nom de C.A. Courbevoisien. Après avoir commencé par l'escrime, Cuvelier continue par la course à pied. il est 5e d 'un championnat de course à pied des Tout Petits, organisé par L'Auto. Puis, lors d'une sortie cycliste de son club à Poissy, il dispute une épreuve et termine troisième.
Walter Rütt, sprinter allemand, vient s'installer à Courbevoie, et devient client de ses parents. Et, à force de voir presque journellement et d'entendre vanter ses exploits et ses gains, Cuvelier est pris de l'envie de courir et, en 1914, achète un vélo à boyaux, sans en avouer la destination à ses parents.
Au début de 1914, Cuvelier s'engage dans le Premier Pas Griffon, qui se dispute sur un circuit montant six fois le Cœur-Volant. A l'avant-dernier tour, Cuvelier casse sa fourche, alors qu'il est avec les hommes de tête. Un facteur lui prête, son vélo et Cuvelier rejoint ses camarades et termine deuxième. Il avoue à ses parents son aventure et obtient l'autorisation d'entrer au V.C.L., sous les couleurs duquel il gagne le Grand Prix de Neuilly, le Challenge Bertrand d'Aramon, Villiers-Meaux et retour, et termine 2e de Paris-Riva Bella, le dimanche qui précède la déclaration de la première guerre mondiale.
Mobilisé de 1915 a fin 1919, Cuvelier revient et ayant perdu le goût des, courses cyclistes, prend un magasin d'automobiles. En 1921, au cross-country de l'Intransigeant, il rencontre Francis Pélissier : « Pourquoi ne cours-tu plus ? lui dit il. Va donc voir Ruinart, il te donnera un Vélo ». Cuvelier revient tout à fait, par hasard, au cyclisme. Il  triomphe à nouveau dans le trophée J.-B. Louvet, dans le challenge Salmson, dans une éliminatoire du trophée Wonder, puis, en 1922, dans Paris-Reims.
En 1923, il passe « pro », court le Tour de France pour la première fois, en enlève 5 étapes en deuxième catégorie, puis s'adjuge le Critérium des Aiglons. En 1924, il finit deux fois second d'une étape du Tour de France. En 1925, Cuvelier ne court  presque pas.
Il devient directeur technique de l'équipe Cilo, en 1948, puis directeur technique de l'équipe de France en 1949.

## Palmarès

### Palmarès amateur
- 1914
  - 3e de Paris-Nemours
- 1921
  - Challenge Salmson
  - 2e du Circuit d'Indre-et-Loire
  - 3e du Critérium du Midi

### Palmarès professionnel
- 1923
  - Critérium des Aiglons :
    - Classement général
    - 2e étape
- 1924
  - 3e du championnat de France sur route
  - 10e de Paris-Tours
- 1925
  - 3e du Critérium des Aiglons
- 1926
  - 8e du Tour de France
- 1927
  - 4e, 5e et 7e étapes du Tour de Catalogne
  - 2e de Paris-Douai
  - 3e du Tour de Catalogne
- 1928
  - 2e du Grand Prix d'Issoire
  - 5e de Paris-Tours
- 1929
  - Tour du Sud-Est :
    - Classement général
    - 1re, 5e, 6e, 7e, 8e et 9e étapes

  - 3e de Paris-Le Havre

## Résultats sur le Tour de France
4 participations
- 1923 : 20e
- 1924 : 12e
- 1926 : 8e
- 1927 : abandon (9e étape)